# ブラーマグプタの定理

BD と AC、EF と BC がそれぞれ直交するならば、AF = FD である。

ブラーマグプタの定理（ブラーマグプタのていり、Brahmagupta theorem）は初等幾何学の定理である。円に内接する四角形で対角線が互いに垂直に交わるものについて、対角線の交点から一辺に向けて垂線を下ろしたとき、この線は反対側の辺を二等分する、ということを主張している。インドの数学者ブラーマグプタにちなんで名づけられた。
より具体的に言えば、A, B, C, D を円周上の4点で線分 AC と線分 BD が垂直に交わるものとし、線分 AC と線分 BD の交点を M とする。M から線分 BC に向けて下ろした垂線の足を E とし、F を直線 EM と線分 AD の交点を F とするとき、F は線分 AD の中点である、というのが定理の主張である。この内容は、日本の高等学校で習う初等幾何学に収録されている。

## 証明

定理の証明

AF = FD であることを示すために、AF と FD が実はともに FM と等しいことを示す。
AF = FM を示す。まず、角 FAM と角 CBM は、同じ弧による円周角なので、等しい。また、角 CBM と角 CME はともに角 BCM の余角なので（角 CBM（角 CME）と角 BCM を足すと直角ということ）、等しい。また、角 CME と角 FMA も等しい。したがって、三角形 AFM は二等辺三角形であり、AF と FM は等しい。
FD = FM の証明も同様である。角 FDM、角 BCM、角 BME、角 DMF はすべて等しいので、三角形 DFM は二等辺三角形であり、FD = FM である。以上より、定理の主張である AF = FD が従う。